# Ventforet Kōfu
Ventforet Kōfu (jap. ヴァンフォーレ甲府 Vanfōre Kōfu) – japoński klub piłkarski grający w J2 League. Klub ma siedzibę w Kōfu. Zdobywca Pucharu Cesarza w 2022 roku.